# Deux-Montagnes (condado)
A Regionalidade Municipal do Condado de Deux-Montagnes está situada na região de Laurentides na província canadense de Quebec. Com uma área de mais de duzentos quilómetros quadrados, tem, segundo o censo de 2005, uma população de cerca de oitenta e seis mil pessoas sendo comandada pela cidade de Deux-Montagnes. Ela é composta por 7 municipalidades: 3 cidades e 4 municípios.

## Municipalidades

### Cidades
- Deux-Montagnes
- Saint-Eustache
- Sainte-Marthe-sur-le-Lac

### Municípios
- Oka
- Pointe-Calumet
- Saint-Joseph-du-Lac
- Saint-Placide

## Região Autônoma
A reserva indígena de Kanesatake não é membro do MRC, mas seu território está encravado nele.